# Liang Lingzan
Liang Lingzan (VIII wiek) – chiński wynalazca i astronom z czasów dynastii Tang. Piastował niskie stanowisko urzędnicze w stolicy cesarstwa, Chang’anie. Uznawany jest za wynalazcę pierwszego mechanizmu zegarowego, w postaci zegara wodnego. Wynalazek ten skonstruował wraz ze swoim wieloletnim współpracownikiem, mnichem buddyjskim Yi Xingiem. Joseph Needham datował to wydarzenie na 725 rok.
Wynalazek Lianga był w rzeczywistości napędzanym wodą instrumentem astronomicznym – sferą armilarną – który odmierzał godziny i kwadranse, oznajmiając ich upływ dźwiękiem dzwonków i bębenków.